# Верховье (Кадуйский район)
Верховье — деревня в Кадуйском районе Вологодской области.
Входит в состав сельского поселения Семизерье (до 2015 года входила в Рукавицкое сельское поселение), с точки зрения административно-территориального деления — в Чупринский сельсовет.
Расположена на правом берегу реки Сивец. Расстояние по автодороге до районного центра Кадуя — 14 км, до центра муниципального образования деревни Малая Рукавицкая — 16 км. Ближайшие населённые пункты — Крыльцово, Прямиково, Холмище.
По переписи 2002 года население — 10 человек.